# Bart Meijers
Bart Adrianus Johannes Meijers (ur. 10 stycznia 1997 w Bredzie) – holenderski piłkarz grający na pozycji obrońcy. Zawodnik bośniackiego klubu Borac Banja Luka. 

## Kariera
Meijers dorastał w Etten-Leur, pierwsze piłkarskie kroki stawiając w akademiach Unitas '30, RBC Roosendaal i NAC Breda.
Debiut w seniorskich zespołach zaliczył w barwach RBC w wygranym 1:0 meczu Eerste Divisie z Volendam, 24 lutego 2017. 13 marca strzelił swojego pierwszego gola w meczu  z Fortuną Sittard (2:0). W swoim pierwszym sezonie rozegrał 13 spotkań, a jego drużyna uzyskała awans do Eredivisie poprzez baraże.
21 października 2017 Meijers zaliczył swój debiut w Eredivisie, zmieniając w 18. minucie Pablo Maríego w przegranym meczu z PEC Zwolle (0:2). W sezonie 2017/18 wystąpił w 13 spotkaniach, z czego w 11 z nich rozpoczynał mecz w wyjściowym składzie. Meijers następny sezon spędził na wypożyczeniu w pierwszoligowym Helmond Sport, a w sierpniu 2019 dołączył po wygaśnięciu kontraktu do Almere City, podpisując roczną umowę.
27 sierpnia 2020 r. Meijers wyjechał za granicę, podpisując kontrakt z rumuńską drużyną Petrolul Ploeszti. W sezonie 2021/22 rozegrał 18 spotkań, pomagając Petrolulowi w wygraniu I ligi, awansując tym samym do rumuńskiej Ekstraklasy.
Meijers zadebiutował w najwyższej klasie rozgrywkowej Rumunii, zaczynając od przegranego 0:1 meczu domowego z Voluntari 18 lipca 2022. Pierwszego gola w tych rozgrywkach zdobył 2 grudnia, otwierając wynik spotkania strzałem głową w wygranym 2:0 meczu z Universitatea Kluż. Holender był niekwestionowanym podstawowym zawodnikiem swojego zespołu przez cały sezon, występując łącznie w 38 meczach ligowych, opuszczając tylko jeden z powodu zawieszenia. W kolejnym sezonie rozegrał 27 spotkań, również będąc ważną postacią w swoim zespole.
19 czerwca 2024 dołączył do bośniackiego klubu Borac Banja Luka.

## Sukcesy

### Petrolul Ploeszti
- II liga Rumunii: Mistrzostwo (2021/22)